# Cao Van Thắng

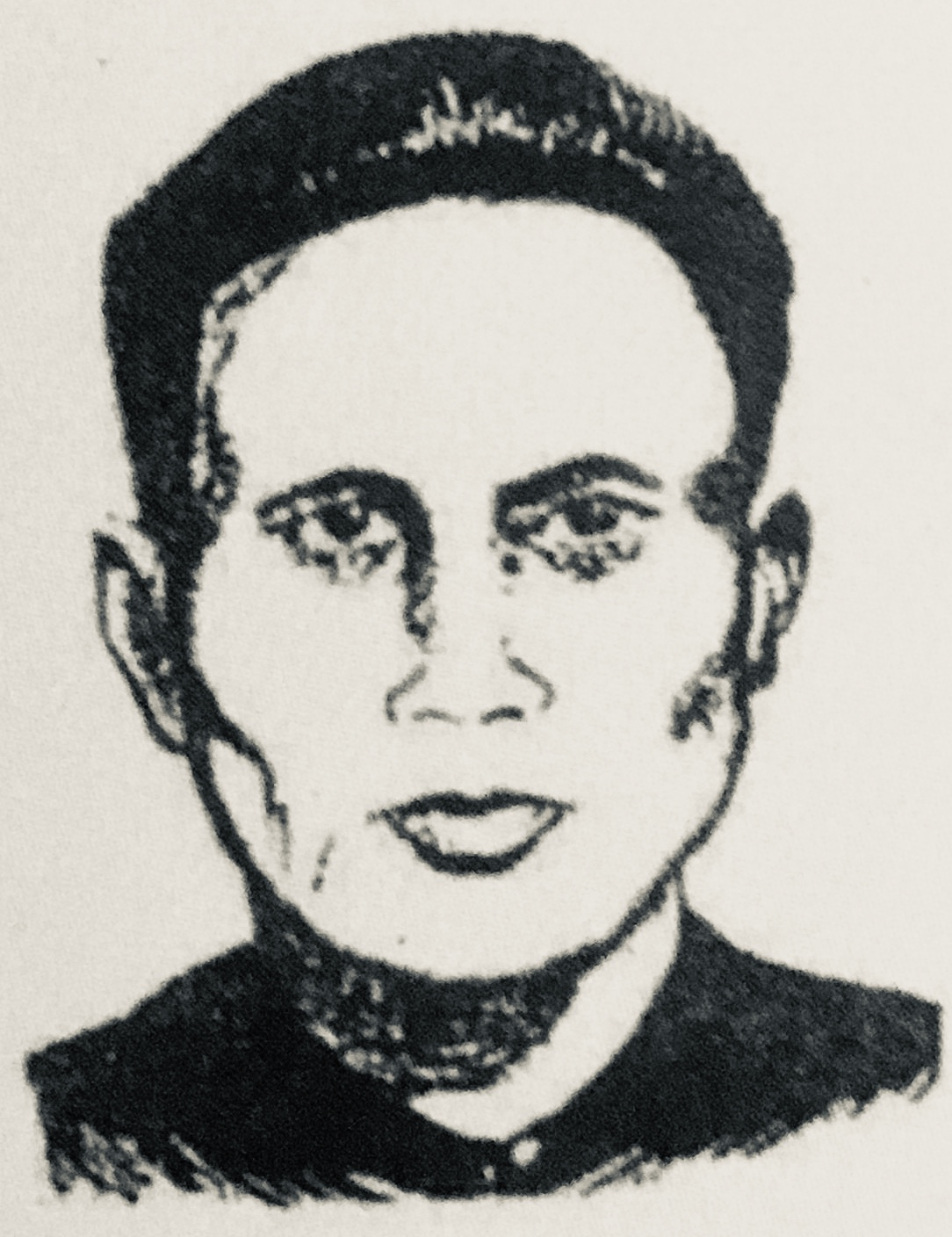
portrait de Cao Thang

Cao Thắng (né en 1864 et mort à No en 1893) est un combattant anticolonial vietnamien, bras droit de Phan Đình Phùng. Ses forces opèrent lors du mouvement Cần vương dans les provinces de Thanh Hóa, Nghệ An et Hà Tĩnh. Il est tué au combat en 1893. 
Cao Thắng est le dirigeant d'une bande de bandits protégé par les forces de l'empereur par le frère de Phan. Son armée, bien formée et très disciplinée, opère dans les provinces de Thanh Hóa au Nord, Hà Tĩnh et Nghệ An au centre et Quảng Bình dans le Sud, avec plus de succès dans le centre du pays. En 1887, Phan décide n'avoir pas adopté la bone stratégie : il ordonne à ses subordonnés d'abandonner les batailles rangées et de se tourner vers les tactiques de guérilla. Ses hommes construisent un réseau de camps de base, de cachettes de nourriture, d'espions et de fournisseurs paysans. Phan voyage vers le Nord pour coordonner les plans stratégiques et tactiques avec d'autres dirigeants rebelles. Pendant ce temps, Cao Thắng mène un millier d'hommes armés de 500 fusils. Il y ajoute 300 fusils en démontant et en faisant copier des Fusils Gras de 1874 : ces copies sont effectuées par des artisans vietnamiens capturés. Des officiers français ayant capturé ces mêmes artisans plus tard estiment que les armes ont été parfaitement copiées, à l'exception des ressorts improvisés à partir de baleines de parapluies et l'absence d'un canon rayé permettant plus de distance et de précision.